# Cerkiew Świętych Apostołów Piotra i Pawła w Lubinie
Cerkiew Świętych Apostołów Piotra i Pawła w Lubinie – cerkiew greckokatolicka w Lubinie. Jej budowę rozpoczęto w 2006, zakończono w 2008. Mieści się przy ulicy Parkowej. Jest to świątynia dwukopułowa. Wewnątrz mieści się współczesny ikonostas.
Parafia greckokatolicka w Lubinie istnieje od 1979 roku. Należy do eparchii wrocławsko-koszalińskiej.